# Claudia Ferraris
Claudia Ferraris (Bergamo, 5 ottobre 1988) è una modella italiana, incoronata Miss Universo Italia il 31 maggio 2008 presso il Palazzo Congressi di Riccione.
In seguito ha rappresentato l'Italia a Miss Universo 2008 il 14 luglio 2008 a Nha Trang in Vietnam  piazzandosi al nono posto. La Ferraris aveva anche partecipato a Miss Italia in qualità di Miss Lombardia e si era classificata fra le dieci finaliste del concorso.
Dopo la vittoria di Dayana Mendoza, Claudia Ferraris è tornata a Caracas per prendere parte allo show televisivo organizzato per festeggiare la vincitrice di Miss Universo durante il programma Sabado Sensacional in onda su Venevisión.